# 服部文男
服部 文男（はっとり ふみお、1923年6月28日 - 2007年12月30日）は、日本のマルクス経済学者。
大阪府生まれ。父は服部英太郎。第二高等学校卒、父英太郎の予防拘禁で東京に移り、1949年東京帝国大学経済学部卒、1962年「マルクス主義の形成と発展」で東北大学経済学博士。1955年東北大学経済学部講師、57年助教授、70年教授、経済学部長、86年定年退官、名誉教授、宮城学院女子大学教授。

## 著書
- 『原典解説共産主義における「左翼」小児病』青木書店 マルクス=レーニン主義入門叢書 1966
- 『マルクス主義の形成』青木書店 1984
- 『マルクス主義の発展』青木書店 1985
- 『マルクス探索』新日本出版社 1999
- 『私が見た『昭和』 宮城・革新統一をすすめる懇談会が主催した3回連続講座(2003年5、6、7月)の記録』宮城・革新統一をすすめる懇談会 2008

### 共編著
- 『講座史的唯物論と現代 2 理論構造と基本概念』編集 青木書店 1977
- 『社会思想史入門』編 青木書店 1978
- 『マルクス主義の生成と発展』大村泉,大野節夫共編 梓出版社 1989
- 『現代資本主義と『資本論』 経済学ゼミナール 1』下山房雄,金子ハルオ,松石勝彦,黒川俊雄共著 新日本出版社 1991
- 『資本論 総索引』編 新日本出版社 1997
- 『資本論体系』全10巻 富塚良三,本間要一郎共編 有斐閣 2000－01

### 翻訳
- アンダーソン, シュウエニング『生産組織の科学』白揚社 1940
- E・H・カー『ソヴェト革命史』原田三郎,田中菊次共訳 現代史大系 みすず書房 1959
- 『ボリシェヴィキ革命 1917-1923 第1巻』1967
- エミール・ボッティジェリ『科学的社会主義の形成』梶原昭彦共訳 新日本出版社 1973
- マルクス『賃労働と資本・賃金、価格および利潤』新日本文庫 1976
- テ・イ・オイゼルマン『マルクスの『経済学・哲学手稿』』大谷孝雄共訳 青木書店 1976
- マルクス,エンゲルス『共産党宣言』新日本文庫 1989
- マルクス, エンゲルス『「新訳」ドイツ・イデオロギー』監訳 新日本出版社 1996